# Саноцкий, Владимир Антонович
Владимир Антонович Саноцкий (1890—1965) — советский токсиколог, академик АМН СССР (1960).

## Биография
Родился в 1890 году в семье А. С. Саноцкого.
В 1914 году окончил Императорскую медико-хирургическую академию (сейчас это — Военно-медицинская академия имени С. М. Кирова).
Участник 1-й мировой войны, врач полка. Затем был начальником госпиталя Красной Армии и одновременно преподавателем биохимии Воронежского медицинского университета.
С 1934 по 1952 годы работал в Институте патологии и терапии интоксикаций, пройдя путь от заведующего лабораторией до заместителя директора по научной части, а затем директора.
Также заведовал кафедрами токсикологии Ветеринарной академии и Центрального института усовершенствования врачей, где читал курс токсикологии радиоактивных веществ, являлся сотрудником Всесоюзного научно-исследовательского химико-фармацевтического института.
С 1951 по 1965 годы руководитель лаборатории Института биофизики М3 СССР.
Умер в 1965 году. Похоронен на Введенском кладбище (15 уч.).

## Научная деятельность
Вел исследования в области проблем патогенеза, клиники, диагностики, профилактики и терапии интоксикаций отравляющими веществами, а также поражений радиоактивными веществами. Один из первых применил производные алкил-сульфидов для лечения злокачественных опухолей.
Член бюро отделения медико-биологических наук АМН СССР, редактор редотдела «Фармакология» 2-го издания Большой медицинской энциклопедии, член редколлегий журналов «Фармакология и токсикология», «Бюллетень экспериментальной биологии и медицины», экспертного совета ВАК, правлений Всесоюзного общества фармакологов и Московского общества физиологов.

### Сочинения
- Патология, терапия и профилактика отравлений животных БОВ, М., 1940 (совм. с др.);
- Общие принципы терапии поражений радиоактивными веществами, Мед. радиол., т. 2, № 5, с. 14, 1957;
- Полоний, Материалы по токсикологии, клинике и терапии поражений, М., 1964 (ред.).

## Награды
- Орден Ленина
- Орден Трудового Красного Знамени
- медали.